# Una stagione selvaggia
Una stagione selvaggia (Savage Season, 1990) è un romanzo noir di Joe R. Lansdale. 
È il primo romanzo che ha come protagonisti Hap Collins e Leonard Pine. Da questo romanzo è stata tratta la prima stagione della miniserie Hap and Leonard in onda dal 2 marzo 2016 su SundanceTV.

## La trama
Mentre Hap Collins e Leonard Pine sono intenti ad esercitarsi al tiro al piattello, arriva Trudy Fawst, l'ex moglie di Hap, a chiedere il loro aiuto nella non semplice impresa di sottrarre mezzo milione di dollari alle acque di un fiume, dove erano stati nascosti da un rapinatore di banche. Il colpo è organizzato da Trudy, Howard, Paco e Chub, mentre Hap e Leonard si occuperanno di recuperare i soldi nel fiume. La prima immersione si rivela quasi fatale per Hap, che viene salvato da Leonard. I soldi vengono comunque trovati ma sono meno del previsto. Per questo Howard e Trudy tradiscono la banda:
prendono i quattrocentomila dollari per comprare le armi, ma sono a loro volta traditi da coloro che avrebbero dovuto vendergli le armi: Soldier e Angel, amici di Paco.
Hap e Leonard riescono a fuggire e a sopraffare Soldier. Nello scontro vengono uccisi Trudy, Howard, Paco, Chub, e Angel. Soldier finisce in prigione.
Hap tiene una parte dei soldi per risarcire Leonard e regala il resto a Greenpeace.

## Personaggi
- Hap Collins, protagonista.
- Leonard Pine, protagonista.
- Trudy Fawst, ex moglie di Hap.
- Howard, compagno di Trudy.
- Charles "Chub", componente della banda.
- Paco, componente della banda.
- Soldier, criminale attivo nel mercato della droga e delle armi.
- Angel, complice e amante di Soldier.

## Edizioni
- Joe R. Lansdale, Una stagione selvaggia, traduzione di Costanza Prinetti, Collana Stile Libero Noir, Einaudi, 2006,  p. 196, ISBN 88-06-16954-8.